# Austrelmis condimentaria
Austrelmis condimentaria là một loài bọ cánh cứng trong họ Elmidae. Loài này được Philippi miêu tả khoa học năm 1864.